# 森葉子
森 葉子（もり ようこ、1986年4月26日 - ）は、テレビ朝日アナウンサー。

## 来歴
木更津総合高等学校、茨城大学教育学部学校教育教員養成課程（保健体育）卒業。

### 幼少期から学生時代
5歳から地元の剣道クラブ（岬町少年剣友会）で剣道を始める。「いつも姉を意識してきた」ため、高校、大学も姉と同じ学校に進み、そこでも剣道を続け
、全国大会出場経験がある。学生時代は体育の教師になりたいと思っていたが、姉がアナウンサーに内定したのがきっかけでアナウンサーの仕事に興味が湧き、目指すことにした。
決意した時、既に各局の採用試験はほとんど終わっており、1年後の大学4年の頃、再挑戦してテレビ朝日から内定をもらう。

### 大学卒業後
大学を卒業して入社するまでの1年間は、JR東京駅構内のおにぎり店でアルバイトをしながら、テレビ朝日アスクのアナウンサースクールに通っていた。

### テレビ朝日に入社
2010年4月4日の『やべっちFC〜日本サッカー応援宣言〜』の「ハーイ!やべっち」にて同期の菅原知弘、寺川俊平と初鳴き。同年7月20日、『速報!甲子園への道』関東ローカルパートのリポーターとしてアナウンサーデビューした。
秋改編以後に2本のレギュラー番組が決まって出演中であり、そして2010年12月29日からは産休・育休に入った堂真理子の後任として『ナニコレ珍百景』の司会者に起用されることになった。以後2021年3月28日に至るまで､約10年4か月､前任の堂真理子と後任で現在起用されている斎藤ちはるの中で一番長く務めた。
2011年4月から1年間、『やじうまテレビ!』に登板した。その後2012年4月から1年間は『ANNニュース』（平日5:50 - 6:00）へ回った。
2013年、テレビ朝日開局55周年記念応援隊の若手女子アナウンサーユニット『ゴーちゃん。GIRLS』に、最年長として1期後輩の青山愛、2期後輩の宇佐美佑果、久冨慶子と共に参加。また、竹内由恵、朝日放送の角野友紀（当時）・斎藤真美と共に、同局が制作する『速報!甲子園への道』全国ネットパートのメインキャスターへ起用された。
2021年3月20日、野球経験のある一般男性と2020年8月に結婚、2021年夏頃に出産予定であることが発表された。夏に出産し、育休を取得中に久冨のInstagramに子供と一緒に登場している。
2022年4月、仕事に復帰した。

## 人物

### 家族
三姉妹の次女で、2歳上の姉はNHK東京アナウンス室勤務の森花子、1歳下の妹がいる。
父親が植物好きで、三姉妹とも植物にちなんだ名前である。
両親は森がテレビ朝日に入社以降、出演した全番組を録画したDVD数十枚など、毎年不思議なプレゼントを送ってくるという。

### 趣味・特技
趣味：犬、料理、剣道
特技：剣道（現在段位は四段）

### 資格
運転免許、教員免許（小中高・保健体育）

### 幸せを感じるとき
愛犬2匹と思う存分遊んでいる時、家族全員が集合した時、色んな人の話を聞いている時

### 好きな言葉
感謝、努力、停滞は衰退

### お気に入りの映画
イン・ハー・シューズ、最強のふたり、天使にラブ・ソングを…

### 好きな本
聞く力、蜜蜂と遠雷

## 現在の出演番組
- 大下容子ワイド!スクランブル（2022年7月 - ）- リポーター

## 過去の出演番組
- 速報!甲子園への道（朝日放送・テレビ朝日共同制作、2010年、2013年 - 2014年） - 2010年に関東ローカルパートに出演。2013年からは、朝日放送制作分の全国ネットパートでメインキャスターを担当。
- スーパーJチャンネル（2010年10月 - 2011年3月） - 金曜フィールドキャスター
- はい!テレビ朝日です（2010年10月 - 2013年9月） - 第12代アシスタント
- ナニコレ珍百景（2010年12月29日 - 2016年3月16日のレギュラー放送、2016年12月14日 - 2018年7月5日の不定期特番、2018年10月14日 - 2021年3月28日のレギュラー放送） - 第2代司会進行アシスタント
- やじうまテレビ!（2011年4月4日 - 2012年3月30日）
- ANNニュース（2012年4月2日 - 2013年3月29日）
- 金曜★ロンドンハーツ（2012年7月31日 - 2013年7月2日） - 芸人取扱説明書ほか
- ゴーちゃん。GIRL'S TV（2013年4月5日 - 2014年3月21日）
- 熱闘甲子園（朝日放送・テレビ朝日共同制作、2013年8月9日） - キャスターを担当した竹内由恵が『ミュージックステーション』のサブ司会で出演できなかったため、竹内の代理で進行キャスターを担当。
- 日曜×芸人（2013年10月 - ）
- 都市伝説の女 Part2 第6話（2013年11月15日） - 本人 役
- ワールドトリガー 第1話（2014年10月5日） - アナウンス 役（声の出演）
- まとめないで!!（2016年4月10日 - 9月25日） - 進行
- 原宿AbemaNews（AbemaTV、2016年4月14日 - 2017年7月） - 木曜・金曜担当キャスター
- スーパーJチャンネル（2017年4月 - 2019年3月） - 土曜フィールドキャスター
- サンデーLIVE!!（テレビ朝日・朝日放送→朝日放送テレビ・メ〜テレ共同制作、2017年10月1日 - 2019年3月31日） - ニュースキャスター、濱田隼（メ〜テレアナウンサー）と共にストレートニュースを担当。
- 報道ステーション フィールドリポーター（2019年4月1日 - 2021年3月）[21]